# Buket Bengisu & Group Safir
Buket Bengisu (Istambul,  1978-) é uma cantora pop turca. Ela é originária de uma família de músicos e entrou no mundo da música ainda muito jovem. Quando era criança. estudou guitarra, piano e lições de canto. Depois de ter completado a sua formação na  national School of Music em 2000, ela começou a estudar drama, teatro musical e teatro.
Em 2003, cantou juntamente com a banda Group Safir. formada por Eser Alioglu, Dilek Aba, Gülnur Gökce e Sitare Bilge. A banda representou a Turquia no Festival Eurovisão da Canção 2002 Bohlman, Philip V. (2004). The music of European nationalism. Santa Barbara, Calif.: ABC-CLIO. p. 2. ISBN 9781576072707. Consultado em 6 de fevereiro de 2011«Eurovision Song Contest 2002». European Broadcasting Union. Consultado em 19 de maio de 2011 com a canção "Leylaklar soldu kalbinde.